# Avril Haines
Avril Danica Haines (New York, 27 agosto 1969) è un'avvocata e funzionaria statunitense, vicedirettrice della CIA dal 2013 al 2015 (prima donna a ricoprire questa posizione) e viceconsigliera della sicurezza nazionale sotto il presidente Barack Obama dal 2015 al 2017.
Il 23 novembre 2020 il presidente eletto Joe Biden ha annunciato la sua nomina a Direttrice dell'intelligence nazionale, prima donna a ricoprire questa posizione.
È di fede ebraica ripresa dalla madre. Dopo l'approvazione della sua nomina da parte del Senato, giura il 21 gennaio 2021, entrando in carica.

## Primi anni ed istruzione
Haines è nata a Manhattan il 29 agosto 1969, da Adrian Rappin (nome alla nascita: Adrienne Rappaport) e Thomas Haines. Sua madre era una pittrice. Adrian sviluppò una broncopneumopatia cronica ostruttiva e contrasse la tubercolosi aviaria, che la condusse alla morte quando Haines aveva 15 anni. Suo padre è un biochimico e professore emerito al City College, che concorse alla fondazione della CUNY School of Medicine, dove ha presieduto il dipartimento di biochimica.
Dopo il diploma alla Hunter College High School, Haines si trasferì in Giappone per un anno iscrivendosi al Kōdōkan, il tempio del judo a Tokyo. Nel 1988 Haines si iscrisse alla Università di Chicago, dove studiò fisica teorica. Finché frequentava l'Università di Chicago, Haines lavorò come riparatrice di motori d'auto in un'officina di Hyde Park. Nel 1991 Haines prese lezioni di volo nel New Jersey, dove conobbe il suo futuro marito, David Davighi. In seguito conseguì il primo diploma Bachelor of Arts in fisica nel 1992.
Nel 1992 Haines si trasferì a Baltimora (Maryland) nell'intento di conseguire un dottorato di ricerca presso la Johns Hopkins University. Però, qualche mese dopo, Haines abbandonò gli studi e con il futuro marito comprò ad un'asta un bar in Fell's Point (Baltimora) che era stato confiscato per reati di droga; assieme trasformarono il locale in una libreria-caffè indipendente. Chiamò il locale Adrian's Book Cafe, dal nome (inizialmente d'arte) di sua madre; i quadri realistici ad olio di Adrian arredavano il locale. Nel 1997 il Baltimore City Paper nominò la libreria di Haines "Best Independent Bookstore"; il negozio era famoso per l'offerta letteraria inconsuetamente ampia, con scrittori locali, serate di lettura di arte erotica, e piccole pubblicazioni a stampa. Adrian ospitò numerose letture letterarie, anche di contenuto erotico, il che attirò l'attenzione dei media quando Haines fu nominata dal presidente Obama Vice Direttore della CIA.
Fu presidente della Fell's Point Business Association fino al 1998.
Nel 1998 si iscrisse al Georgetown University Law Center, dal quale ricevette lo Juris Doctor nel 2001.

## Carriera

### Servizio iniziale nel governo
Nel 2001, Haines entrò nell'ufficio legale della Hague Conference on Private International Law. Nel 2002 divenne assistente legale del giudice della United States Court of Appeals for the Sixth Circuit Danny Julian Boggs. Dal 2003 al 2006 Haines lavorò nell'ufficio del Legal Adviser del Dipartimento di Stato, prima nell'Office of Treaty Affairs e poi nell'Office of Political Military Affairs. 
Dal 2007 al 2008 Haines lavorò per lo United States Senate Committee on Foreign Relations come Deputy Chief Counsel for the Majority dei Democratici al Senato (al tempo retto da Joe Biden).

### Amministrazione Obama
Haines tornò al Dipartimento di Stato durante l'amministrazione Obama in qualità di assistente consigliere legale per questioni di trattati dal 2008 al 2010.
Nel 2010 Haines ebbe l'incarico di operare nello staff della Casa Bianca come Deputy Assistant del Presidente e Deputy Counsel del Presidente per le questioni di sicurezza nazionale.
Il 18 aprile 2013 Obama candidò Haines come Legal Adviser del Dipartimento di Stato, per colmare la vacanza creatasi quando Harold Hongju Koh si era dimesso per tornare ad insegnare alla Yale Law School.

#### Vice direttore della CIA
Ma il 13 giugno 2013 Obama cambiò programma, scegliendola invece come vice direttore della CIA., per sostituire Michael Morell, vice direttore della CIA e già direttore facente funzioni. La posizione di deputy director non è soggetta a conferma del Senato, perciò Haines entrò in carica il 9 agosto 2013, giorno finale del mandato di Morell. 
Peraltro Haines fu la prima donna a ricoprire l'incarico di vice direttore CIA, mentre Gina Haspel nel 2018 fu la prima donna ad essere nominata direttore.

#### Rapporto sulla tortura
Nel 2015 Haines, allora vice direttore della CIA, fu incaricata di determinare se personale CIA dovesse essere sanzionato disciplinarmente per aver violato i computer di collaboratori del Senato che redigevano il Senate Intelligence Committee report on CIA torture (rapporto della commissione intelligence del Senato sulla tortura praticata dalla CIA). Haines scelse di non sanzionarli, in disaccordo con il CIA Inspector General.
Durante la fuga di notizie sulle e-mail del Democratic National Committee nel mezzo della campagna presidenziale del 2016, Haines in qualità di DNSA convocò una serie di incontri per discutere le modalità di reazione agli attacchi hacker e alle fughe di notizie.
In seguito, fu implicata nel progetto CIA per censurare il rapporto del Senato prima della pubblicazione. Alla fine, furono pubblicate solo 525 pagine delle 6 700 che costituivano il rapporto sulle torture della CIA.

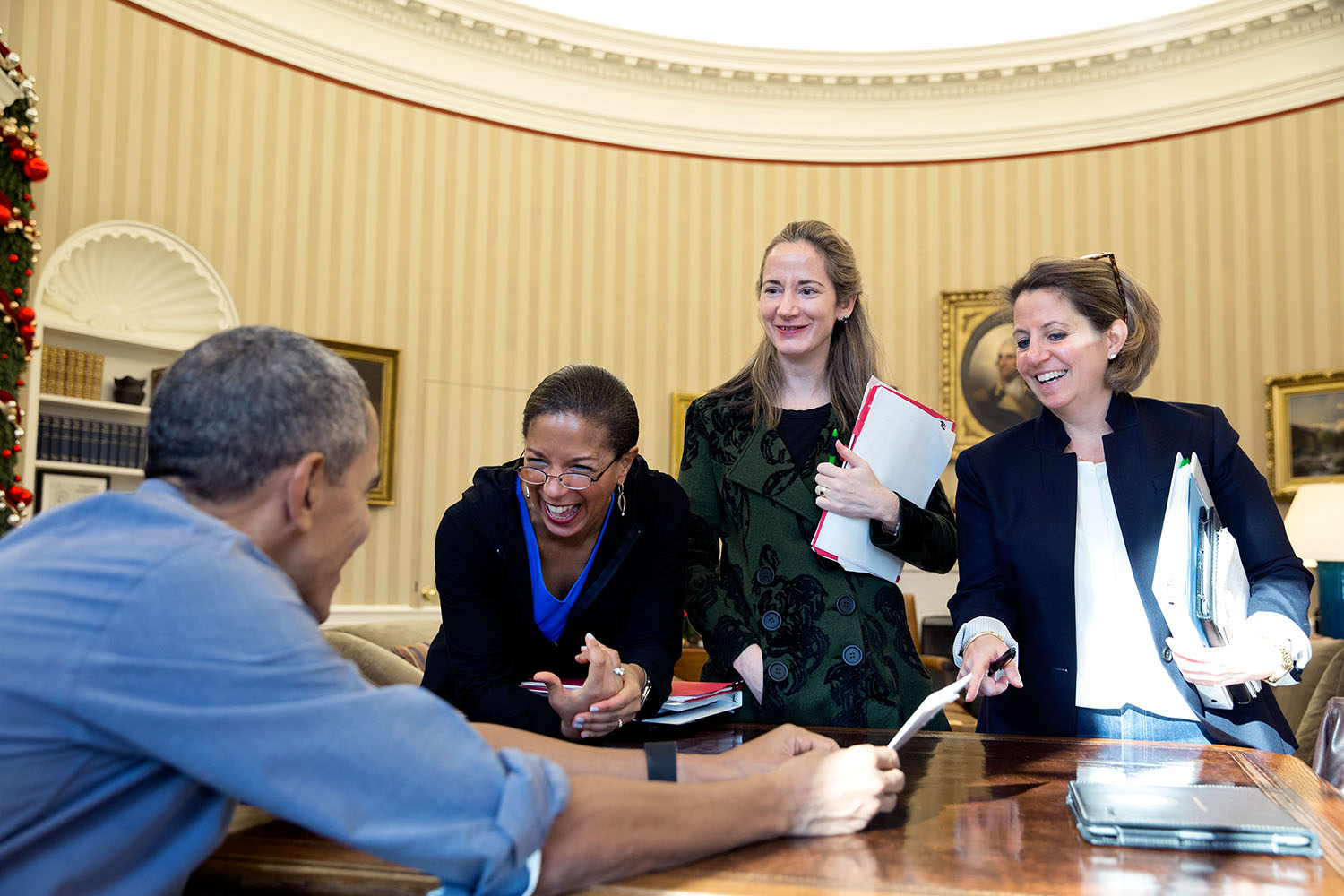
Susan Rice (sinistra), Avril Haines, e Lisa Monaco (destra) (2015).

#### Vice Consigliere per la sicurezza nazionale
Dopo aver lavorato come vice direttore della CIA, Haines fu scelta nel gennaio 2015 come Vice Consigliere per la sicurezza nazionale, prima donna a ricoprire tale posizione, sotto Susan Rice.

#### Omicidi mirati mediante droni
Nei suoi anni alla Casa Bianca, Haines lavorò a stretto contatto con John Brennan nel determinare la linea dell'amministrazione in fatto di "omicidi mirati" con i droni.
Newsweek riferì che Haines talora veniva chiamata nel cuore della notte per valutare se un sospetto terrorista potesse essere "incenerito legalmente" da un attacco di drone.
L'ACLU criticò la politica Obama sugli omicidi mirati, in quanto non rispettosa delle norme internazionali sui diritti umani. Haines fu essenziale per stabilire la cornice legale e le linee guida degli attacchi dei droni, che puntavano sospetti terroristi in Somalia, Yemen e Pakistan, ma finirono, stando a gruppi di difesa dei diritti umani, per uccidere anche civili innocenti. Un giornalista di In These Times disse che le linee guida "facevano degli omicidi mirati in tutto il mondo una parte della politica USA".
I critici delle linee guida sui droni di Haines dissero che sebbene esse stabilissero che "l'azione diretta dev'essere condotta legittimamente ed esercitata contro obiettivi legittimi", le linee stesse non facevano riferimento ad alcuna legge, internazionale o nazionale, che potesse permettere omicidi extragiudiziali al di fuori di una zona di combattimenti in corso. Gli oppositori della tattica USA coi droni hanno notato che Haines aveva censurato i criteri minimi per un soggetto che venga "proposto" per l'azione letale, e che il termine "proposto" è un ingannevole eufemismo per designare quando si prende di mira gente per assassinarla, e che le linee guida permettono l'assassinio di cittadini USA senza un giusto processo.

### Nel settore privato
Lasciata la Casa Bianca nel gennaio 2017, Haines ricoprì svariati incarichi alla Columbia University. 
È ricercatrice senior e vice direttrice dei Columbia World Projects, un programma concepito per portare la ricerca accademica su alcune delle sfide più basilari e fondamentali che il mondo sta affrontando, e nel maggio 2020 fu scelta per succedere all'allora direttore del programma Nicholas Lemann. Haines è membro dello Human Rights Institute e del National Security Law Program presso la Columbia Law School.
Haines è stata membro della National Commission on Military, National, and Public Service. È inoltre distinguished fellow dell'Institute for Security Policy and Law, Syracuse University.

#### Palantir e WestExec
Haines è stata consulente di Palantir Technologies, un'impresa di data mining accusata di aiutare l'amministrazione Trump con i programmi di incarcerazione dei migranti, ed è stata dipendente di WestExec Advisors, un'azienda di consulenza con una lista segreta di clienti che comprende start-up di alta tecnologia a caccia di appalti del Pentagono. È una ditta fondata da Antony Blinken, Segretario di Stato con il presidente Biden, e Michèle Flournoy, ex consigliera del Pentagono.
A fine giugno 2020, dopo aver assunto il ruolo di coordinare le considerazioni di politica estera e di sicurezza nazionale per la squadra di transizione della campagna presidenziale di Joe Biden 2020, i riferimenti a Palantir e ad altre società per le quali aveva lavorato Haines furono improvvisamente rimossi dal suo curriculum, pubblicato sul sito della Brookings Institution.

## Director of National Intelligence

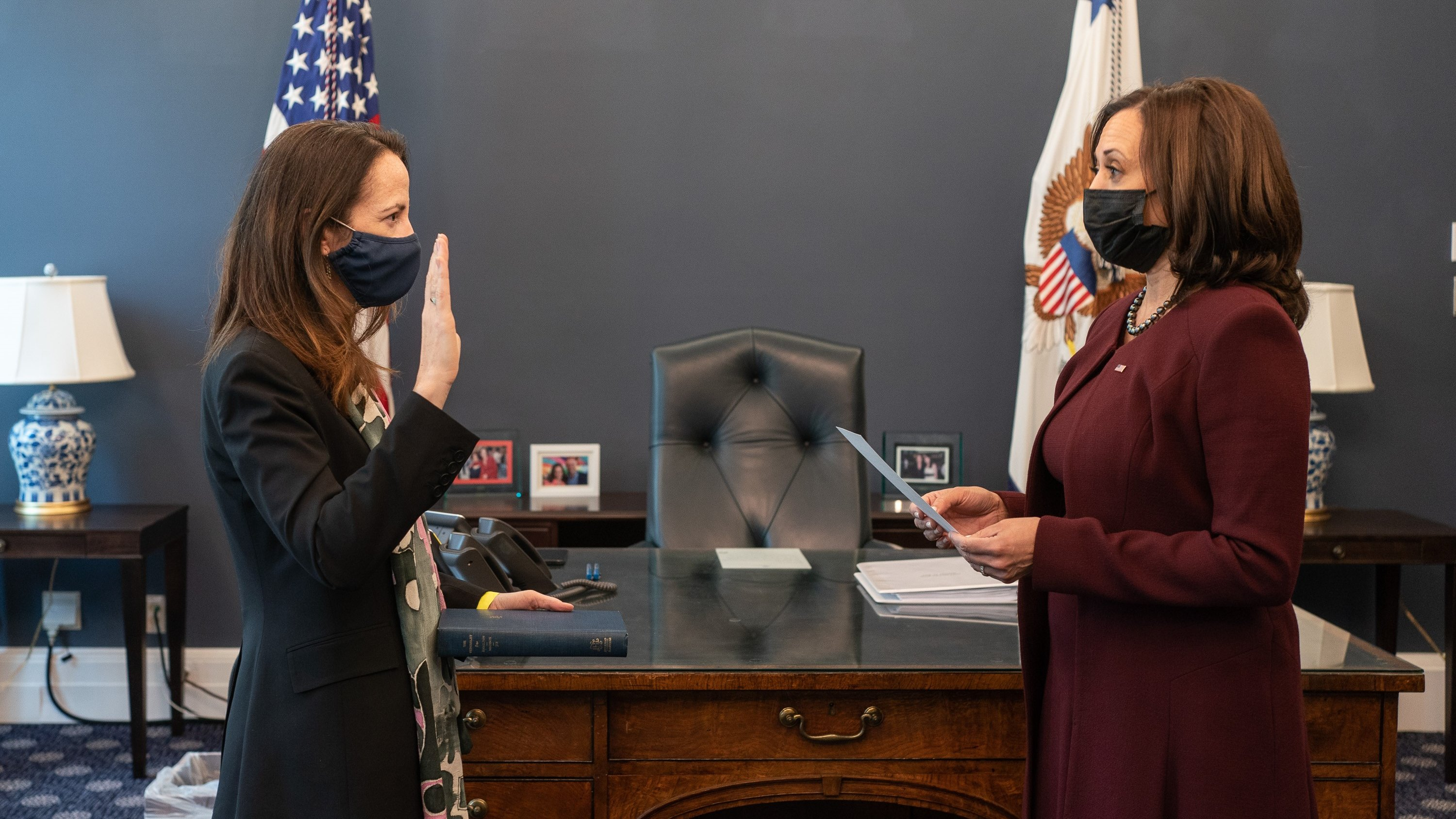
Haines presta giuramento come Director of National Intelligence nelle mani della vice presidente Kamala Harris, 21 gennaio 2021.

### Nomina e conferma
Il 23 novembre 2020, il President-elect Joe Biden annunciò di aver indicato Haines quale Director of National Intelligence, rendendola la prima donna a ricoprire tale incarico.
Il critico di Haines, Daniel J. Jones, che tra il 2009 e il 2012 era stato l'investigatore principale e l'autore del rapporto del Select Committee on Intelligence sulle torture della CIA, disse alla fine di novembre che il ruolo di Haines nel 2015 quando era vice direttrice CIA nel decidere, contro le conclusioni del General Inspector della CIA, di non sanzionare alcuni dipendenti CIA per aver violato i computer di collaboratori del Senato che stavano scrivendo il rapporto, andava chiarito.
Wyden chiese pure se Haines concordasse con le conclusioni dell'Inspector General della CIA, per cui era sbagliato per gli agenti CIA violare i computer dei collaboratori del Senato che stavano indagando sull'uso della tortura da parte della CIA da parte dell'amministrazione Bush. Haines si dichiarò d'accordo con le scuse espresse dall'Inspector General per la violazione.
I senatori Marco Rubio (R-FL) e Mark Warner (D-VA) interrogarono Haines sulle relazioni USA-Cina e, specificamente, se condividesse l'opinione bipartisan che la Cina fosse un avversario. Haines disse che "la Cina è ostile e un avversario su alcune questioni e su altre questioni, noi tentiamo di cooperare con loro". Haines promise una "reazione aggressiva" verso la Cina e di contrastare le sue "pratiche illegali e ingiuste", ma disse anche che gli USA avrebbero cercato la cooperazione della Cina per affrontare la crisi climatica.
Quando le fu chiesto dell'assalto al Campidoglio del 6 gennaio 2021, Haines disse che era responsabilità primaria dell'FBI, non della comunità dell'intelligence, indagare sulle minacce interne, sebbene anche lei si impegnasse a collaborare con FBI e Dipartimento della sicurezza interna nel valutare la minaccia per la collettività rappresentata da QAnon, una teoria del complotto alimentata da alcuni sostenitori del presidente Trump.
Il 20 gennaio 2021 Haines fu confermata dal Senato con 84 voti favorevoli e 10 contrari. Fu la prima designata ad essere confermata dal Senato, e il giorno successivo prestò giuramento nelle mani della vice presidente Kamala Harris.